# 払巻込
払巻込（はらいまきこみ）は柔道の捨身技の一つ。講道館や国際柔道連盟 (IJF) での正式名。IJF略号HRM。別名払腰巻込（はらいごしまきこみ）。

## 概要
払腰を掛けてから無理矢理巻き込んで投げる技である。タメルラン・トメノフなどいわゆる「あんこ型」の選手の得意技であることが多い。
小中学生の大会では体格の良い選手が無理矢理投げるケースが多いが、学年が上がるにつれ他の選手も筋力が付き技が掛かりづらくなる。